# Missentjärnarna (Sorsele socken, Lappland, 724128-159593)
Missentjärnarna är en sjö i Sorsele kommun i Lappland och ingår i Umeälvens huvudavrinningsområde. Missentjärnarna ligger i Vindelälven Natura 2000-område.